# Мирное (Берестинский район)
Мирное (укр. Мирне; до 2024 года — Першотравневое) — село, Крестищенский сельский совет, Берестинский район, Харьковская область, Украина.
Код КОАТУУ — 6323381504. Население по переписи 2001 года составляет 275 (132/143 м/ж) человек.

## Географическое положение
Село Першотравневое находится в 2-х км от автомобильной дороги Р-51.

## История
- 1921 — дата основания.
- 9 июля 1972 — на газовой скважине, находившейся в 500 м от села, был произведен промышленный ядерный взрыв. Село подверглось временному отселению, дома получили повреждения. Впоследствии, жители были переселены во вновь отстроенные жилища.

## Происхождение названия
Село наименовано в честь праздника весны и труда Первомая, отмечаемого в различных странах 1 мая; в СССР он назывался Международным днём солидарности трудящихся.
На территории Украиской ССР имелись 50 населённых населённых пунктов с названием Першотравневое и 27 — с названием Первомайское, из которых до тридцати находились в 1930-х годах в тогдашней Харьковской области.

## Экономика
- Компрессорная станция.